# Iraniella rechingeri
Iraniella rechingeri — вид грибів, що належить до монотипового роду  Iraniella.